# Souleymane Camara (homme politique)
Pour les articles homonymes, voir Souleymane Camara et Camara.
Souleymane Camara né le 29 octobre 1985 à Libreville au Gabon, est un communiquant, administrateur civil et homme politique guinéen.
Il est l'administrateur général de Nimba Network Groupe depuis 2014 et commissaire général du Salon des entrepreneurs de Guinée depuis septembre 2018.
Il a été coordonnateur de la cellule de communication du Gouvernement de 2014 en 2018

## Biographie
Souleymane Camara née le 29 octobre 1985 à Libreville au Gabon,  est un entrepreneur guinéen, diplômé du Seminole State College de Floride (en) au USA et de l’École Supérieure de Journalisme (ESJ) de Lille en France.

## Parcours professionnel
Souleymane Camara travail comme responsable adjoint du Desk à Orange internet d’octobre 2008 à avril 2009. Depuis 2014, il est administrateur général de Nimba Network Group.
En octobre 2014, il devient le coordonnateur de la cellule de communication du Gouvernement sous le ministère de Mamady Youla et Ibrahima Kassory Fofana avant de démissionner en février 2018.
Commissaire général du Salon des entrepreneur de Guinée depuis septembre 2018,,, il a été conseillé principal du ministère de l’information et de la communication de mars 2019.
En 2023, Souleymane Camara a créé Nimba TV+, une plateforme de streaming et de vidéo.

## Chroniqueur télé
Souleymane Camara est consultant et chroniqueur sportif. il a participé aux sessions d’après matchs sur CIS TV durant les matchs de la Coupe du monde 2018 et 2022 et lors de la CAN 2021 et partage des analyses politique.

## Vie privée
Souleymane Camara est marié et père d'une fille.

## Galerie

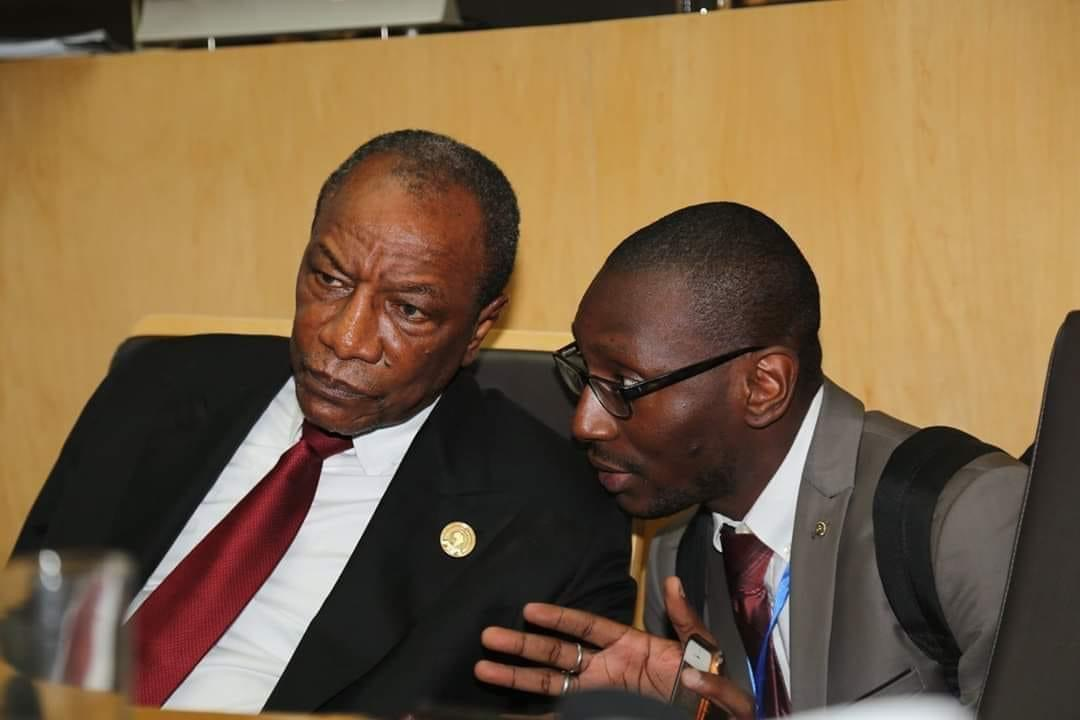
Alpha Condé et Souleymane Camara à Addis-Abeba en janvier 2017
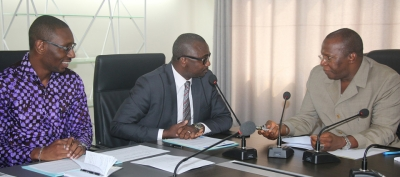
Souleymane Camara et Ibrahima Kassory Fofana en 2019
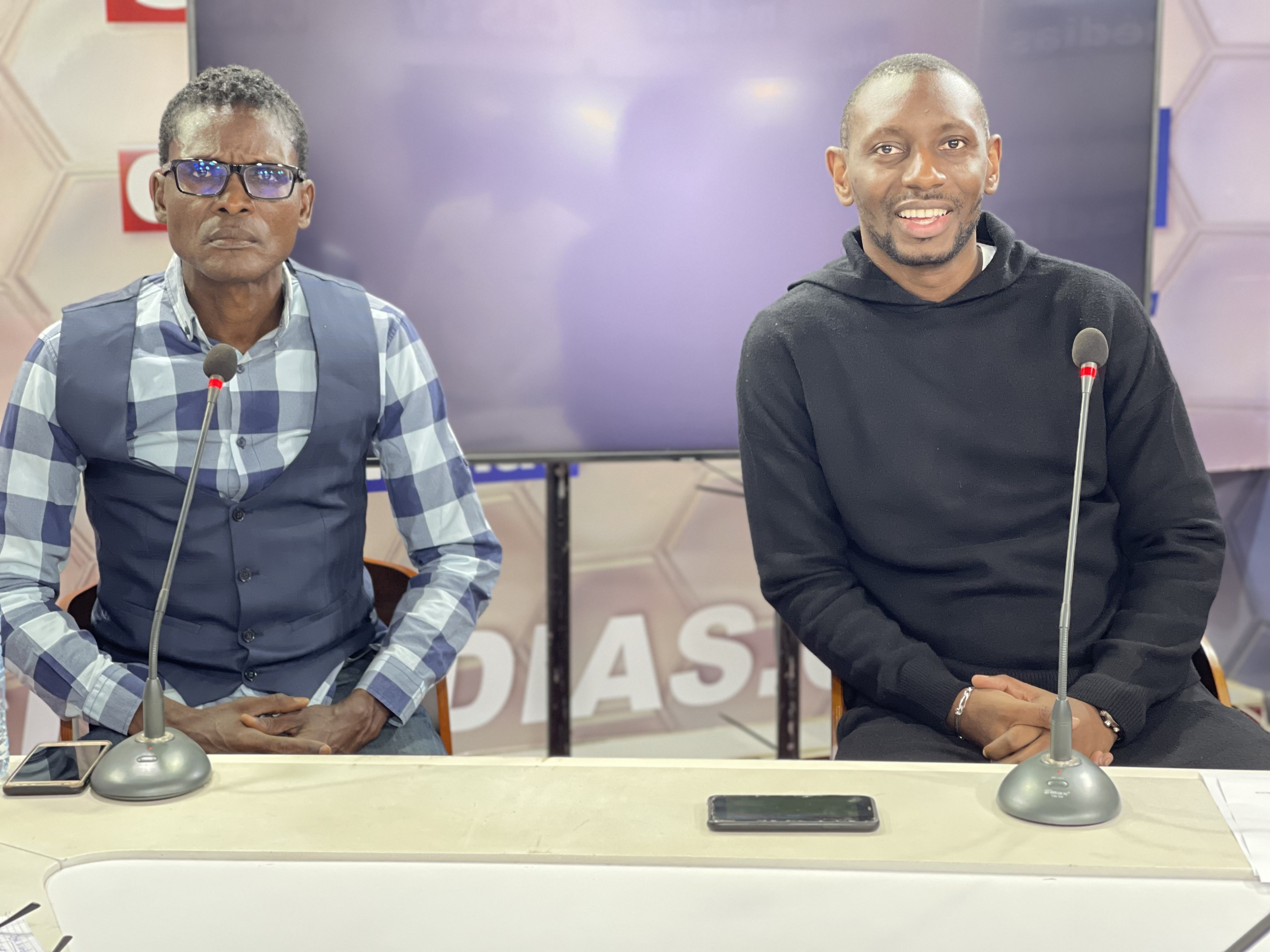
Souleymane Camara sur CIS TV
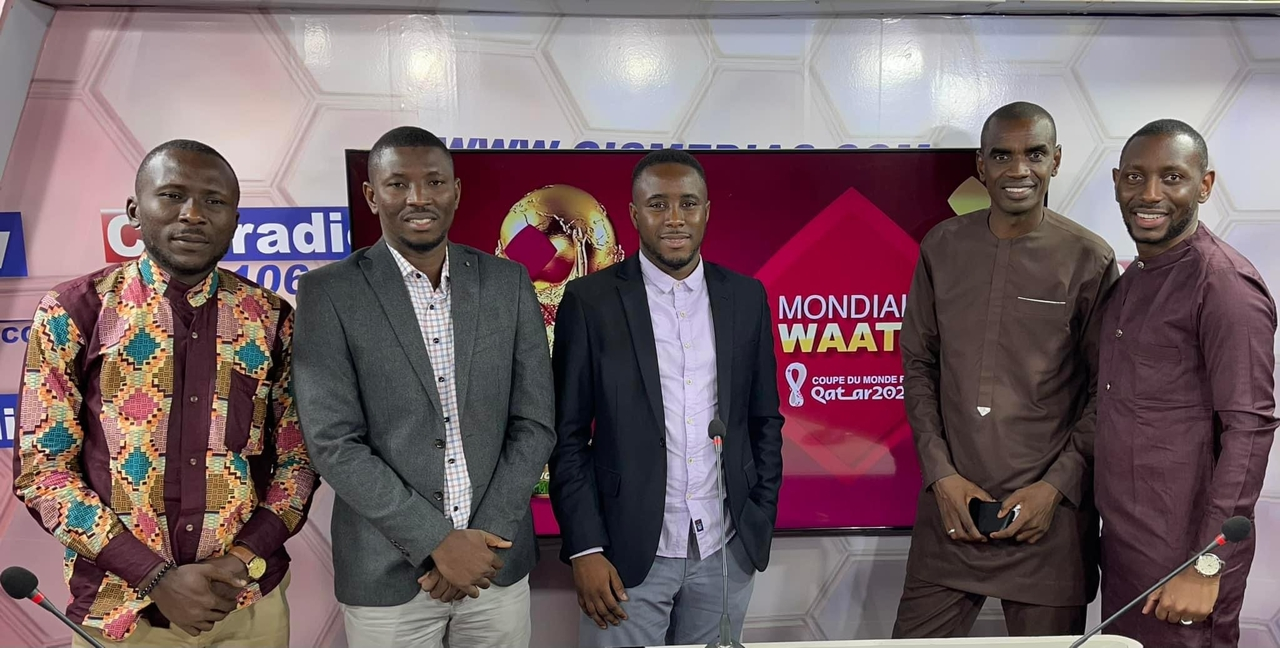
Souleymane Camara, Aboubacry Ba sur CIS TV